# إم. أ. عبد المجيد
إم. أ. عبد المجيد (15 أكتوبر 1926 - 29 نوفمبر 2011) كان سياسي سريلانكي، وعضوًا برلمانّي وشغل أيضًا منصب نائب وزير.

## النشأة والعائلة
ولد عبد المجيد في 15 أكتوبر 1926. من عائلة تنحدر ع من قرية فانيا في مدينة سمانثوراي (مدينة ذات أغلبية مسلمة) في جنوب شرق سيلان. تلقى تعليمه في باتيكالوا شيفاناندا فيدياليام وكلية جافنا المركزية. ثم التحق بجامعة سيلان بكولمبو، وتخرج عام 1950 بدرجة البكالوريوس في الاقتصاد.
كان عبد المجيد متزوج من إمراة تدعى خديجة، ولديه منها خمسة أبناء. ومصاهر عبد المجيد محمد نوشاد (سياسي).